# Arthur Kluckers
Arthur Kluckers, né le 15 mars 2000 est un coureur cycliste luxembourgeois.

## Biographie

### Carrière
Débutant le cyclisme à l'âge de 11 ans sous le maillot du VC Schengen, Arthur Kluckers a évolué dans toutes les catégories d'âge de la Fédération du sport cycliste luxembourgeois. Rapidement sélectionné en équipe nationale, il participe à plusieurs championnats d'Europe, championnats du monde ainsi qu'aux Jeux olympiques de la jeunesse en 2018, où il remporte une médaille d'argent. 
En catégorie Juniors, Kluckers participe aux Coupes des nations, dont le Grand Prix Ruebiland qu'il termine septième au général en 2018. La même année, il se classe 5e de l'étape 1 du Grand Prix Général Patton et 6e de l'étape 3 du Tour du Pays de Vaud. 
Lors de l'édition  2018 des championnats du monde de cyclo-cross, à Fauquemont (Valkenburg en néerlandais), il obtient une 18e place. D'autres résultats remarquables en Cyclocross furent sa 14e place à la coupe du monde à Hoogerheide, ainsi que sa 18e et 19e place au Koppenbergcross et à la coupe du monde de Zeven (en 2017).
En novembre 2018, Arthur Kluckers signe avec l'équipe continentale Leopard Pro Cycling. En 2019, il participe pour la première fois au Tour de l'Avenir où il s'est distingué par deux classements Top 20, à savoir 16e de la quatrième étape Mauriac-Espalion, et 17e de la cinquième étape  Espalion-Saint-Julien Chapteuil.
Ces résultats lui ont valu d'être promu dans le cadre olympique Promotion du Comité olympique et sportif luxembourgeois.   
Arthur Kluckers a obtenu son baccalauréat au Sportlycée (lb) de Luxembourg en 2019.
En 2020, il se classe septième du championnat du Luxembourg du contre-la-montre remporté par Bob Jungels, ainsi que 13e du championnat d'Europe espoirs.
En 2021, il termine meilleur luxembourgeois (15e) lors d'un championnat espoirs organisé conjointement avec les allemands et les suisses.
À la Coupe des Nations en Tchéquie (Course de la Paix U23), il termine 4e au Général après s’être distingué dans l’étape reine arrivée au sommet du Dlouhé Stránē.
Il démarre 2022 avec une 13e place au Général du Tour d'Antalya et confirme sa bonne forme sur le Triptyque des Monts et Châteaux, qu'il termine 5e au Général, parmi les meilleurs mondiaux U23. Après avoir attaqué dans le final de Gand-Wevelgem Espoirs et de Liège-Bastogne-Liège Espoirs, il est récompensé de ses efforts au Tour de Bretagne, où il a pris la 2e place de la première Etape après une échappée longue de près de 150 km. Il enchaîne avec une 6e place à la Flèche Ardennaise et signe sa première victoire UCI sur la Flèche du Sud, suivie d’un deuxième succès sur le Tour d’Alsace. En fin de saison, il est stagiaire au sein de la formation UAE Emirates. En 2023, il rejoint l'équipe suisse Tudor.
Régulièrement au service de ses leaders, il obtient des performances remarquables lors de l'Amstel Gold Race (42e) et de la Flèche Brabançonne (28e). Cependant, c'est dans l'épreuve du contre-la-montre qu'il se distingue particulièrement. Il excelle d'abord lors du Tour de Romandie en se classant 11e lors du prologue. Ensuite, il réalise une belle performance au Championnat de Luxembourg battu de justesse, avec seulement 3 secondes d'écart. De plus, il se hisse à la 11e place du Contre la montre du Tour du Poitou-Charentes et 10e au Tour de Luxembourg. Grâce à ces deux dernières performances, il atteint la 8e place au classement général du Tour du Poitou-Charentes et se classe 11e au général du Tour de Luxembourg.

## Palmarès sur route

### Par années
- 2016
  -  Champion du Luxembourg sur route débutants
- 2017
  -  Champion du Luxembourg du contre-la-montre juniors
- 2018
  -  Champion du Luxembourg du contre-la-montre juniors[8]
  - 2e du championnat du Luxembourg sur route juniors
  -  Médaillé d'argent aux Jeux olympiques de la jeunesse à Buenos Aires[9]
- 2019
  - 3e étape du Tour de l'Oder
- 2021
  -  Champion du Luxembourg sur route espoirs
  -  Champion du Luxembourg du contre-la-montre espoirs
- 2022
  -  Champion du Luxembourg du contre-la-montre espoirs
  - 5e étape de la Flèche du Sud
  - 4e étape de la Tour d'Alsace
  - 9e du championnat d'Europe du contre-la-montre espoirs
- 2023
- 2e du championnat du Luxembourg contre-la-montre
- 2024
  -  Champion du Luxembourg du contre-la-montre élite
- 2025
  -  Champion du Luxembourg sur route
  - 3e du championnat du Luxembourg contre-la-montre

### Classements mondiaux
| Année                                 | 2019  | 2020 | 2021 | 2022 | 2023 | 2024 |
| ------------------------------------- | ----- | ---- | ---- | ---- | ---- | ---- |
| Classement mondial                    | 1688e | 964e | 505e | 513e | 676e | 744e |
| UCI Europe Tour                       | 1117e | 754e | 408e | 408e | nc   | nc   |
|                                       |       |      |      |      |      |      |
| Légende : nc = non classéSource : UCI |       |      |      |      |      |      |

## Palmarès en VTT
- 2018
  -  Champion du Luxembourg de cross-country juniors

## Palmarès en cyclo-cross
- 2017-2018
  - 2e du championnat du Luxembourg de cyclo-cross juniors